# Lijst van nummer 1-hits in Australië in 1993
Deze hits stonden in 1993 op nummer 1 in de ARIA Charts, de bekendste hitlijst in Australië.
| Datum        | Artiest               | Titel                                          |
| ------------ | --------------------- | ---------------------------------------------- |
| 3 januari    | Geen lijst verschenen | Geen lijst verschenen                          |
| 10 januari   | Whitney Houston       | I Will Always Love You                         |
| 17 januari   | Whitney Houston       | I Will Always Love You                         |
| 24 januari   | Whitney Houston       | I Will Always Love You                         |
| 31 januari   | Whitney Houston       | I Will Always Love You                         |
| 7 februari   | Whitney Houston       | I Will Always Love You                         |
| 14 februari  | Whitney Houston       | I Will Always Love You                         |
| 21 februari  | Whitney Houston       | I Will Always Love You                         |
| 28 februari  | Sonia Dada            | You Don't Treat Me No Good                     |
| 7 maart      | Sonia Dada            | You Don't Treat Me No Good                     |
| 14 maart     | Sonia Dada            | You Don't Treat Me No Good                     |
| 21 maart     | Sonia Dada            | You Don't Treat Me No Good                     |
| 28 maart     | Ugly Kid Joe          | Cats in the Cradle                             |
| 4 april      | Lenny Kravitz         | Are You Gonna Go My Way                        |
| 11 april     | Lenny Kravitz         | Are You Gonna Go My Way                        |
| 18 april     | Lenny Kravitz         | Are You Gonna Go My Way                        |
| 25 april     | Lenny Kravitz         | Are You Gonna Go My Way                        |
| 2 mei        | Lenny Kravitz         | Are You Gonna Go My Way                        |
| 9 mei        | Lenny Kravitz         | Are You Gonna Go My Way                        |
| 16 mei       | Faith No More         | Easy                                           |
| 23 mei       | Faith No More         | Easy                                           |
| 30 mei       | Janet Jackson         | That's the Way Love Goes                       |
| 6 juni       | Snow                  | Informer                                       |
| 13 juni      | Snow                  | Informer                                       |
| 20 juni      | Snow                  | Informer                                       |
| 27 juni      | Snow                  | Informer                                       |
| 4 juli       | Snow                  | Informer                                       |
| 11 juli      | UB40                  | (I Can't Help) Falling in Love with You        |
| 18 juli      | UB40                  | (I Can't Help) Falling in Love with You        |
| 25 juli      | UB40                  | (I Can't Help) Falling in Love with You        |
| 1 augustus   | UB40                  | (I Can't Help) Falling in Love with You        |
| 8 augustus   | UB40                  | (I Can't Help) Falling in Love with You        |
| 15 augustus  | UB40                  | (I Can't Help) Falling in Love with You        |
| 22 augustus  | UB40                  | (I Can't Help) Falling in Love with You        |
| 29 augustus  | Billy Joel            | The River of Dreams                            |
| 5 september  | Meat Loaf             | I'd Do Anything for Love (But I Won't Do That) |
| 12 september | Meat Loaf             | I'd Do Anything for Love (But I Won't Do That) |
| 19 september | Meat Loaf             | I'd Do Anything for Love (But I Won't Do That) |
| 26 september | Meat Loaf             | I'd Do Anything for Love (But I Won't Do That) |
| 3 oktober    | Meat Loaf             | I'd Do Anything for Love (But I Won't Do That) |
| 10 oktober   | Meat Loaf             | I'd Do Anything for Love (But I Won't Do That) |
| 17 oktober   | Meat Loaf             | I'd Do Anything for Love (But I Won't Do That) |
| 24 oktober   | Meat Loaf             | I'd Do Anything for Love (But I Won't Do That) |
| 31 oktober   | Culture Beat          | Mr. Vain                                       |
| 7 november   | Ace of Base           | All That She Wants                             |
| 14 november  | Ace of Base           | All That She Wants                             |
| 21 november  | Ace of Base           | All That She Wants                             |
| 28 november  | Bryan Adams           | Please Forgive Me                              |
| 5 december   | Bryan Adams           | Please Forgive Me                              |
| 12 december  | Bryan Adams           | Please Forgive Me                              |
| 19 december  | Bryan Adams           | Please Forgive Me                              |
| 26 december  | Geen lijst verschenen | Geen lijst verschenen                          |